# Reginald Edward Vaughan
Reginald Edward Vaughan ( 1895 - 1987 ) fue un botánico, recolector de especímenes botánicos en Mauritania, Réunion, Madagascar.

## Algunas publicaciones

### Libros
- Charles Edward Hubbard, R. E. Vaughan. 1940. The grasses of Mauritius and Rodriguez. Ed. Waterlow. 128 pp.
- R. E. Vaughan, Paul Octave Wiehe. 1947. Studies on the vegetation of Mauritius: Some notes on the internal climate of the upland climax forest. 11 pp.
- E. Rochecouste, R. E. Vaughan. 1959. Weeds of Mauritius
- E. Rochecouste, R. E. Vaughan. 1981. Weeds of Mauritius, leaflets 1-19. Ed. Mauritius Sugar Industry Research Institute. 26 pp.
- David H. Lorence, R. E. Vaughan. 1992. Annotated bibliography of Mascarene plant life: including the useful and ornamental plants of the region, covering the period 1609-1990. Ed. National Tropical Botanical Garden. 274 pp. ISBN 091580915X

- La abreviatura «R.E.Vaughan» se emplea para indicar a Reginald Edward Vaughan como autoridad en la descripción y clasificación científica de los vegetales.[2]